# 中村祐介
中村 祐介 (なかむら ゆうすけ、1982年12月1日 - )は、日本のサウンドクリエイター、ミュージシャン、音楽プロデューサーである。血液型はO型。Blu-Swingのメンバーとしての活動もあり、2008年コロムビアミュージックエンタテインメントよりBlu-Swing1stアルバム『Revision』でメジャーデビュー。2014年にはIRMA RECORDSよりソロアルバム「ONN」をリリース。Last Electro、YUSUKE from BLU-SWING、ynkmr.名義としても活動。

## 人物
日本のクラブシーンにおいてジャズ、電子音楽を根幹におくものの、商用音楽から抽象音楽までジャンルを超越して多彩な作品を発表している。スクウェア・エニックス“メビウス・ファイナルファンタジー”、資生堂コーポレートビジュアル音楽、GINZA SIX 銀座大食堂CM、チョーヤ梅酒CM、KDDI au design project等、様々なメディアで音楽を担当。リミキサー、アレンジャーとして忌野清志郎、TLC、Earth, Wind & Fire、倖田來未、GACKT、東京女子流、iri、SANABAGUN.の作品に参加するなど、ジャンルを超越して多彩な作品を発表している。2012年からはロンドン・ロイヤル・オペラ・ハウスのコンサートマスター、ヴァイオリニスト“ヴァスコ ヴァッシレフ”のサポートキーボードを務めるなど演奏家としても活動。これまでに東京ジャズフェスティバル等、国内外問わず多くの音楽祭に出演。ソロ活動としては、鍵盤演奏にフィンガードラミングをミックスした独自のソロパフォーマンスを行う一方、前衛的でありながらジャズ、ソウル、エレクトロニクスを綿密に融合した作風で、2014年に1stアルバム"ONN"を、2016年に2ndアルバム"SN"をIRMArecords(イタリア)よりリリース。
2019年よりKan Sano、Ippei(SANABAGUN.)らとLast Electroとして活動を開始。2020年1stEP”closer”リリース。

## 仕事

### メディア
- 3D映像作品"オリンパス3Dヴィジュアルヒーリング音楽担当(2011年)
- BS朝日 「太陽帝国の新たな伝説〜もうひとつのマチュピチュを求めて〜」音楽担当(2013年)
- 東京ディズニーランド 「ディズニー七夕デイズ」CM音楽担当(2016年)
- チョーヤ梅酒 紀州 CM音楽担当(2016年)
- メビウス ファイナルファンタジーケットシーのテーマ 作曲、編曲(2017年)
- GINZA SIX銀座大食堂プロモーションムービー 作曲、編曲(2017年)
- SHISEIDOコーポレートビジュアル音楽 作曲、編曲(2017年)
- ピジョンベビーカーRunfee、Fino CM音楽 作曲、編曲(2017年)
- ACジャパン『ほくほく、とうほくキャンペーン』音楽 作曲、編曲(2017年)
- GAINAX福島制作アニメ「食べちゃったっていいのにな！」劇中音楽 作曲、編曲(2018年)
- 芦田淳2018-19秋冬コレクション 音楽 作曲、編曲(2018年)

### リミックス
- 雨あがりの夜空に 35 jazzbrothers mix / 忌野清志郎 featuring ライムスター (2005年)
- Let's Groove "TJO&YUSUKE from BLU-SWING Remix" / Earth Wind & Fire (2013年)
- Dreaming Now (TJO & YUSUKE from BLU-SWING Remix) / 倖田來未(2014年)
- Never ever (TJO & YUSUKE from BLU-SWING Remix)」/ 東京女子流 (2015年)
- キミのためにできること (TJO & YUSUKE from BLU-SWING Remix) / GACKT (2015年)
- ILLUSION (TJO & YUSUKE from BLU-SWING Remix)」/ 東京女子流 (2015年)

### Blu-Swing
- JAZZYSTER / Shade & Blu-Swing (2007年)
- Revision / Blu-Swing (2008年)
- Bottom Line / Blu-Swing (2009年)
- Secret Of Attraction / Blu-Swing (2010年)
- Live at Motion Blue YOKOHAMA / Blu-Swing (2010年)
- Revision US.edition / Blu-Swing (2012年)
- Find Your Way / Blu-Swing (2012年)
- PEACE OF CAKE / Blu-Swing (2012年)
- 1212 / Blu-Swing (2012年)
- TRANSIT / Blu-Swing (2013年)
- ARRIVAL / Blu-Swing (2014年)
- FLASH / Blu-Swing (2015年)
- _2016/Blu-Swing(2016年)

### Yusuke Nakamura名義
- Modernismo / Yusuke Nakamura (2006年)
- Grave / Yusuke Nakamura (2012年)
- To Find You feat. Anna Roxenholt / Yusuke Nakamura (2013年)
- ONN / Yusuke Nakamura (2014年)
- ZINN EP / Yusuke Nakamura (2016年)

### 参加作品
- HEAVY DUTY / SLOW MOTION REPLAY (2010年)(キーボード)
- Alrights / 露崎春女  (2011年)(作曲、アレンジ)
- Maker / GENKI ROCKETS  (2011年)(アレンジ)
- MAKOTO Live at Motionblue Yokohama / MAKOTO (2012年)(キーボード)
- Plantae EP / Ryu (2013年)
- Tres-Men / Tres-Men (2013年)
- Souled out Remixes / MAKOTO (2013年)(キーボード)
- Magic Music Japan Edition / Vasko Vassilev  (2013年)(キーボード)
- SALVATION / MAKOTO(2017年)(キーボード)

### その他
- Bless Of Chain "AK47" / AUDIO SUTRA (2002年)
- Amongstoned / JAZZBROTHERS (JBP) (2005年)
- WAZ / LAVA×GRANDCROSS (2006年)
- Let's Get Going / Tres-Men (2014年)
- REFLECTION / 東京女子流 (2015年)
- HIKARU MEETS KENICHI YANAI / EASY LISTENING? (Co-Produced) (2015年)